# Берта Моризо
Берта Моризо (на френски: Berthe Morisot) е френска художничка, представителка на Импресионизма.
Първата ѝ картина е изложена в Парижкия салон, когато тя е едва на 23 години, през 1864. Нейни картини участват в шест издания на салона до 1874 година, когато тя се присъединява към Салона на отхвърлените, наред с художници като Пол Сезан, Едгар Дега, Клод Моне, Камий Писаро, Пиер-Огюст Реноар и Алфред Сисле.
Моризо се омъжва за брата на своя приятел Едуар Мане, Йожен.

## Галерия
- Пристанището на Лориен, 1869
- На балкона, 1872
- Портрет на мадам Бурсие и нейната дъщеря, ок. 1873
- Четене, 1873
- Простиране на пране, 1875
- Летен ден, 1879
- Дъщерята на художничката Жули с гувернантката ѝ, c.1884
- Баня, 1885 – 86